# Богдана (Калараш)
Богдана (рум. Bogdana) насеље је у Румунији у округу Калараш у општини Драгош Вода. Oпштина се налази на надморској висини од 46 m.

## Становништво
Према подацима из 2002. године у насељу је живело 301 становника, од којих су сви румунске националности.